# La Pila (Chiapa de Corzo)
La Pila o La Corona es una fuente situada en el parque Central de Chiapa de Corzo, Chiapas, México. Fue construida en 1562 en estilo mudéjar, de ladrillo en forma de un diamante. La estructura se atribuye al fraile dominico de origen andaluz Rodrigo de León. Por su estilo, materiales y técnicas constructivas, y por su marcado estilo influenciado en el arte hispanoárabe, La Pila tiene un lugar destacado en el arte colonial hispanoamericano.

## Historia
De acuerdo con el cronista Antonio de Remesal, esta fuente "trazole y comenzole el padre Fray Rodrigo de León y en su ausencia suya la prosiguió un español hasta echarle este año de 1562 el agua…" La Pila no solamente cumplía la función de surtir agua sino que era también un punto de reunión de los habitantes del pueblo, por lo que servía a un doble propósito social. Sobre una planta octogonal, se levanta una estructura formada por una bóveda sobre pilares detenidos por arbotantes que repinten el número ocho. Octagonal es asimismo el brocal situado bajo la bóveda segmentada por nervaduras. Toda la fuente es de ladrillos, algunos cortados en punta de diamante. La utilización de este material es lo que le da una textura peculiar. Construida en la mejor tradición mudéjar, reúne en una gran armonía arquitectónica, elementos derivados del Arte islámico (planta octagonal y trabajo de ladrillo), una cúpula de inspiración renacentista y elementos estructurales derivados del gótico.
Fray Antonio de Remesal, en su libro Historia General de Chiapa y Guatemala, nos cuenta que:
A los de Chiapa se les añadió otra ocasión de contento y alegría en el fin del edificio de la fuente que esta en medio de la plaza, que es uno de los buenos y bientrazados que hay en todas las indias; trazóle y comenzolé el padre fray Rodrigo de León, y en ausencia suya le prosiguió un español hasta echarle este año de 1562 el agua. Y como los indios la viesen subir en alto, tuviéronlo al principio por un milagro tan grande que los viejos se hincaban de rodillas, y se daban golpes en los pechos, como quiense veia cosa divina.

## Características
La Pila o la Corona es una edificación octagonal de ladrillos según el arte mudéjar español, con ocho vértices exteriores de 11,75 m del centro y a línea de tierra, de donde arrancan los ocho estribos de los botareles, seguido de un templete de 70 cm de altura sobre línea de tierra, con vértices de 9,35 m. Y sobre este, con un radio de 7.00 m., se levantan las ocho columnas interiores que sostienen la bóveda o cúpula central cuyo arco carpanel (Arco que consta de varias porciones de circunferencia tangentes entre sí y trazadas desde distintos centros) es engendrado por dos arcos; de 6.45 m., de radio y flecha de 5.75, el central; y 6.36 m., de radio con flecha de 5.76 m., el periférico, en nivel con la línea central, y separadas 0.95 m., de su centro. Localizadas las tangentes resultantes en la cubierta de la cúpula, a 240 del eje central.
La cúpula está sostenida por ocho arcos estructurales o nervios radiales entre los cuales se disponen los plementos o rellenos que cubren los espacios libres. Estos, a la vez, se unen con las terminales superiores de las columnas interiores en desplante octagonal, con igual número de arcos de medio punto de 1.87 m., de radio elevadas a 5.95 m., del nivel de piso del templete.Mide cincuenta y dos metros de circunferencia y doce metros de altura. Cuenta con ocho arcos y una torre cilíndrica con una escalera para accesar el techo.
La Pila o La Corona, servía en su parte superior para vigilar y advertir de posibles ataques de indios rebeldes, también era el punto de reunión y abastecimiento de agua para la población, destacada su más puro y fino estilo arte morisco y única en América.
Actualmente es el símbolo de la ciudad de Chiapa de Corzo y del estado de Chiapas, ya que la pila lo representa mundialmente y como diría el historiador Francisco de la Maza en su conferencia el "Arte Colonial en Chiapas" en el año de 1956.

La gran fuente de Chiapa de Corzo, ella sola vale un viaje a Chiapas
Francisco De la Maza

## Galería

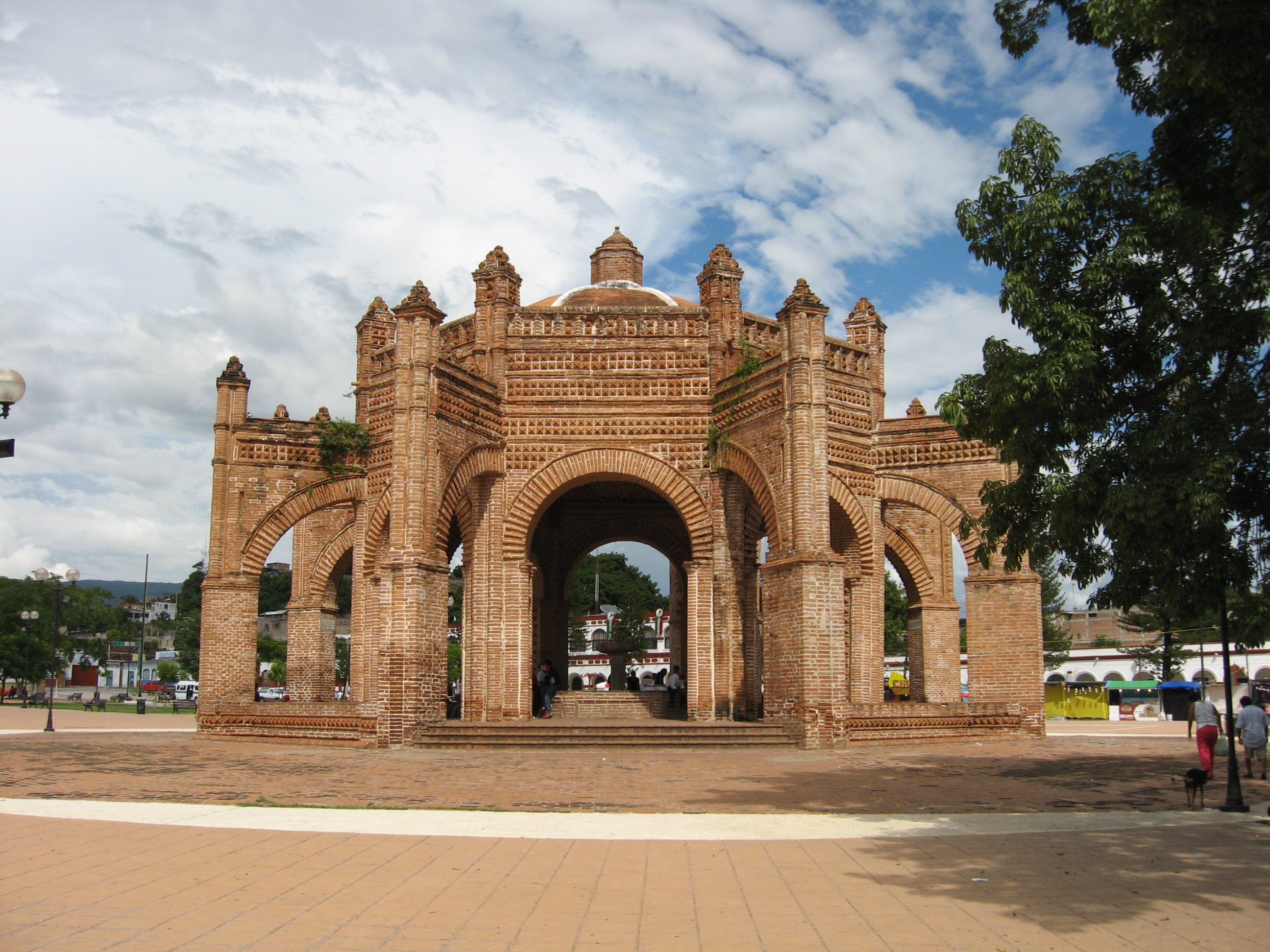
La Pila o La Corona, fuente colonial del Siglo XVI.
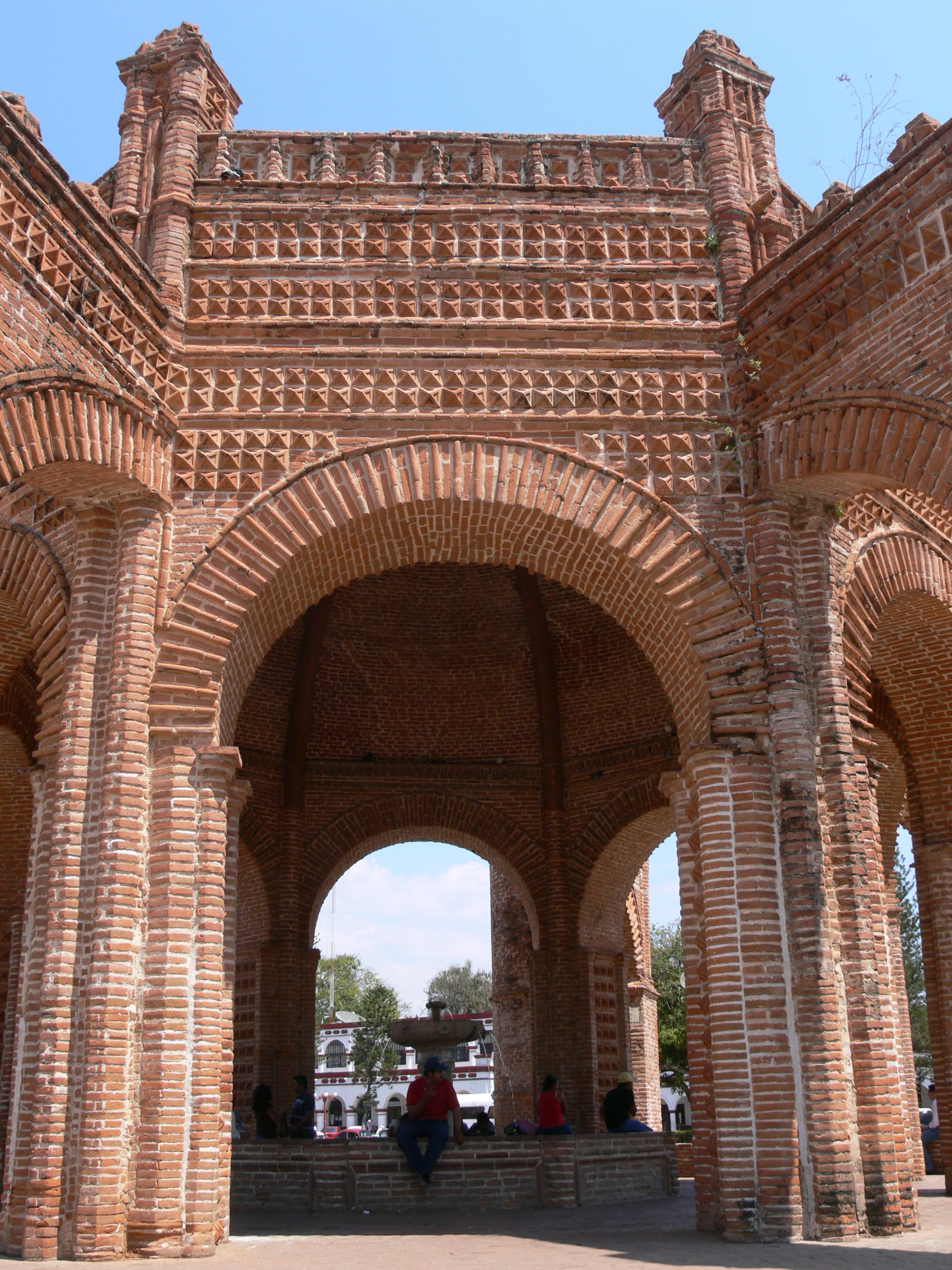
Detalles mozárabes en la Fuente Colonial de Chiapa de Corzo.
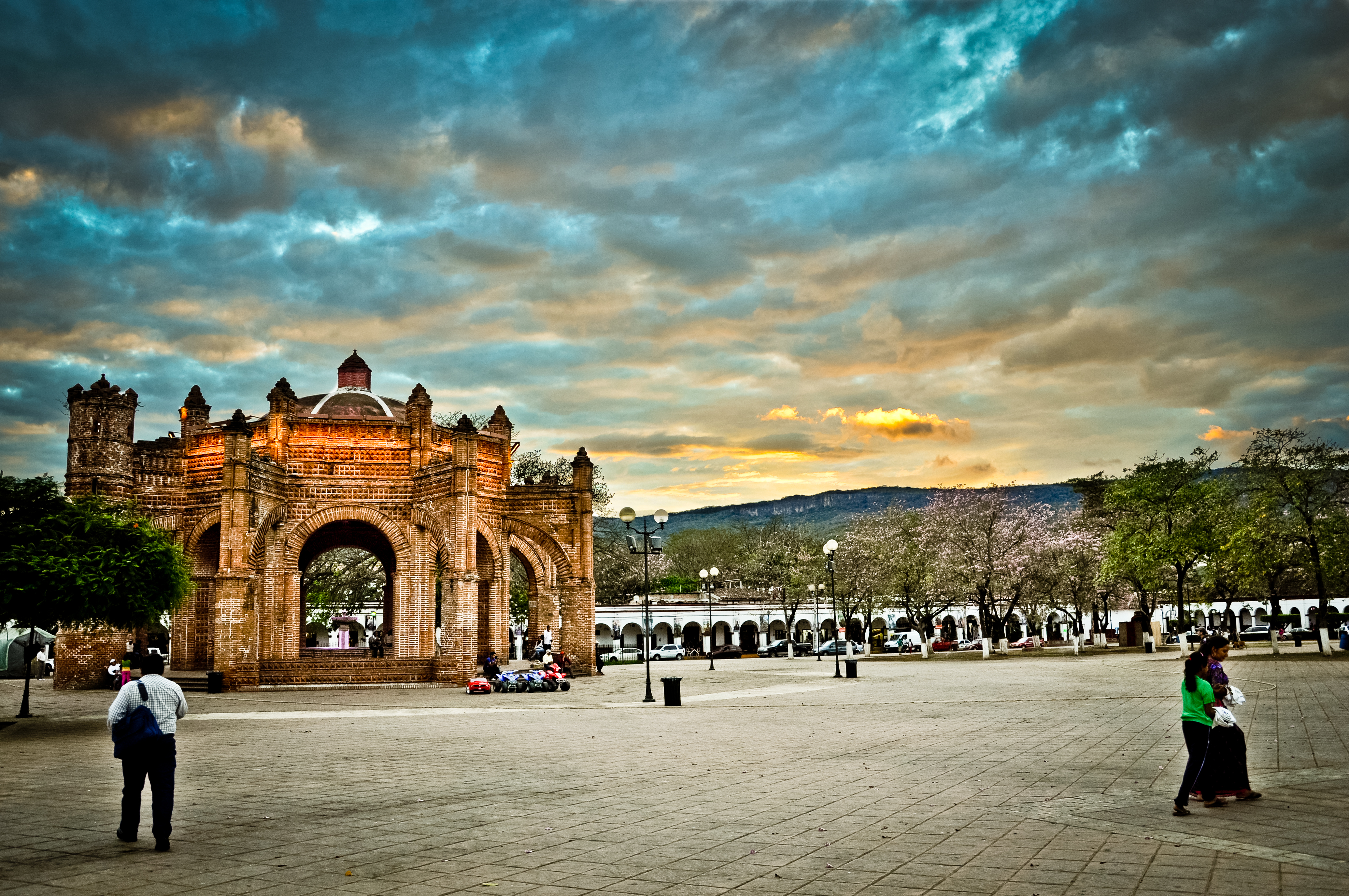
la Pila o La Corona en el Parque de Chiapa de Corzo, Chiapas.
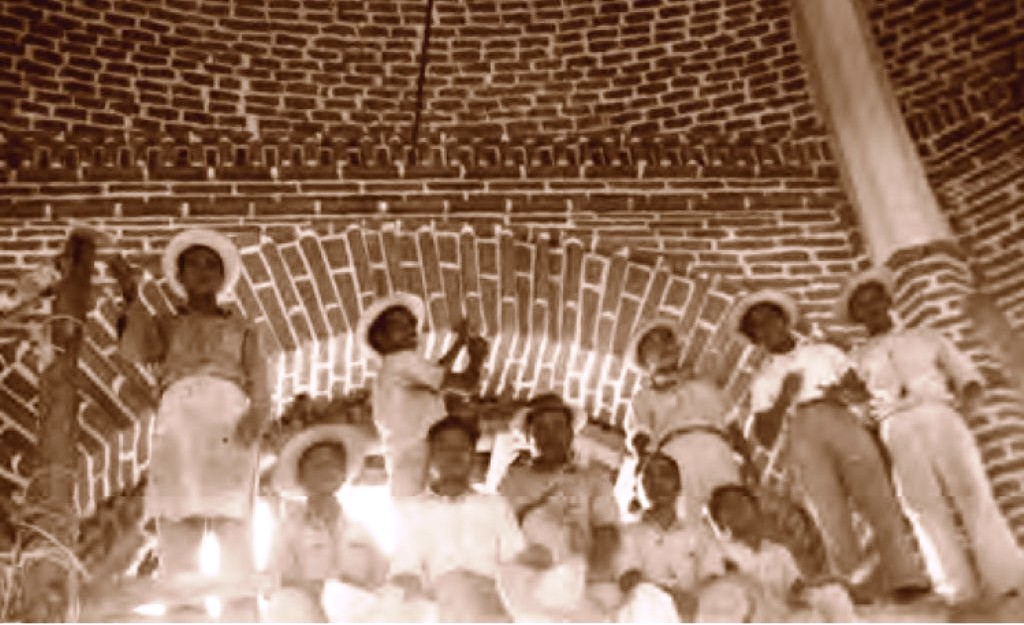
Trabajos restauración (Años 20's) de la Corona o la pila de Chiapa de Corzo.
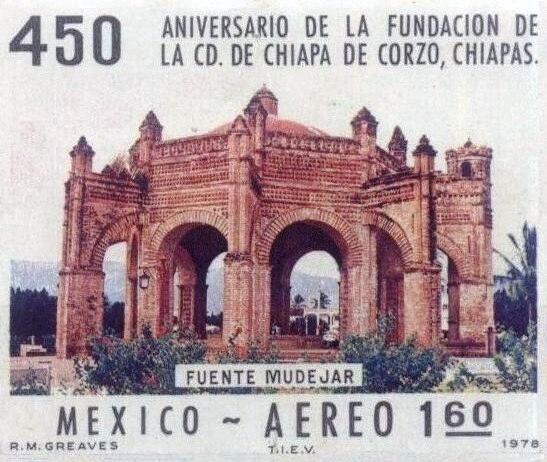
Estampilla conmemorativa de 1978.

## Leyendas
Dice una leyenda local que exactamente en el sitio en donde se levanta la Fuente Colonial de Chiapa, anterior a la edificación de esta, existía un amplio basamento circular con piso conformado con lajas, circundando una especie de fontana rústica de piedras de seis o siete metros de diámetro, que receptaba el agua de un vigoroso manantial temporal que allí existía, a quien llamaban Napooma (La noria o el pozo artesiano), que la población chiapaneca, como centro ceremonial la tenía en gran veneración como fuente principal donde la gente acudía constantemente por tan precioso líquido. Esto se infiere por el nombre que los chiapanecas le dieron, por extensión asimismo, al cercano centro de abastos o mercado establecido bajo la sombra de una frondosa Pochota (Launtá), a muy poca distancia de la construcción citada. No está por demás decir, que el agua sobrante del manantial de referencia, siguiendo su cauce natural fluía rumbo a donde hoy se encuentra la bajada del actual embarcadero, para derramarse finalmente en el Río Grande o Río de Chiapa”.
- Wikimedia Commons alberga una categoría multimedia sobre La Pila.